# Liverpool F.C. 0–2 Arsenal F.C. (1989)
Trận đấu cuối cùng trong khuôn khổ First Division (Giải bóng đá vô địch quốc gia Anh cũ) mùa bóng 1988–89 đã diễn ra tại sân vận động Anfield giữa Liverpool và Arsenal, hai đội bóng đứng ở hai vị trí đầu bảng xếp hạng ở thời điểm đó, vào ngày 26 tháng 5 năm 1989. Khoảng cách về các chỉ số giữa hai đội bóng là đủ để cả hai có thể tự quyết cho danh hiệu vô địch trong trận đấu này. Arsenal giành chiến thắng với tỷ số 2–0, kết quả vừa đủ để Pháo thủ thắng trận và giành cúp ngay tại Anfield. Tiền vệ Michael Thomas đã ghi bàn thắng thứ hai trong những giây cuối cùng của trận đấu, chấm dứt sự chờ đợi kéo dài 18 năm của Arsenal để lên ngôi vô địch. 
Theo lịch thi đấu ban đầu, hai đội bóng phải gặp nhau vào một tháng trước đó, nhưng thảm họa Hillsborough trong trận bán kết Cúp FA giữa Liverpool với Nottingham Forest đã làm 97 người hâm mộ Liverpool thiệt mạng, khiến trận đấu bị hoãn lại nhằm thể hiện sự chia buồn đến những mất mát. Trận đấu được dời đến ngày 26 tháng 5, sáu ngày sau trận Chung kết Cúp FA khi Liverpool đã giành chiến thắng trước đối thủ cùng thành phố Everton. Huấn luyện viên trưởng của Arsenal, George Graham đã điều chỉnh đội hình xuất phát với khối phòng ngự để ngăn chặn mối đe dọa tấn công của Liverpool; David O'Leary được sử dụng như một hậu vệ quét trong năm hậu vệ.
Các khán giả truyền hình Anh xem trận đấu, với số lượng lên đến hơn hơn 12 triệu người đã chứng kiến hiệp một có rất ít cơ hội khi Arsenal vô hiệu hóa thành công Liverpool. Tiền đạo Alan Smith ghi bàn từ một cú đánh đầu khi bước vào hiệp hai. Khi trận đấu sắp kết thúc và tỷ số đang là 1–0, Arsenal cần một bàn thắng nữa để có thể giành chức vô địch. Trong thời gian bù giờ, Thomas của Arsenal đã vượt qua hàng tiền vệ Liverpool, ghi bàn quyết định vào phút cuối, giúp Arsenal giành chiến thắng và ngăn cản Liverpool giành cú đúp danh hiệu.
Đây là một trong những trận đấu kinh điển và hay nhất lịch sử bóng đá Anh, đôi khi còn được coi là điểm khởi đầu cho một cuộc phục hưng của nền bóng đá nước này. Lệnh cấm các câu lạc bộ Anh tham gia bóng đá châu Âu đã được dỡ bỏ một năm sau đó và một giải vô địch quốc gia mới – Premier League – được thành lập vào năm 1992, tạo ra nhiều doanh thu hơn cho các câu lạc bộ. Trận bóng quyết định danh hiệu này cũng góp phần tạo nên điểm tựa kịch tính trong bộ phim chuyển thể lãng mạn Fever Pitch (1997) từ cuốn tự truyện bán chạy hàng triệu bản của Nick Hornby có tên Fever Pitch: A Fan's Life.

## Bối cảnh
Mùa giải 1988–89 đánh dấu kỷ niệm 100 năm thành lập hệ thống Football League. Một năm trước đó, ban quản trị hệ thống này đã kỷ niệm ngày thành lập bằng việc tổ chức một trận đấu giao hữu, giữa một đội là Các Ngôi sao Football League và Các Ngôi sao Thế giới (do Diego Maradona làm đội trưởng), nối tiếp từ một festival về bóng đá vào tháng 4 năm 1988. Giai đoạn cao điểm của các hoạt động kỷ niệm, diễn ra vào tháng 10 năm 1988, khi Arsenal giành ngôi vô địch giải đấu kỷ niệm 100 năm thành lập, giải này có sự tham gia của bảy câu lạc bộ khác từ First Division. Bất chấp những nỗ lực của Football League, các sự kiện đã không thu hút được sự chú ý của người hâm mộ và giới truyền thông; và Stuart Jones, một phóng viên bóng đá của tờ Times, đã mô tả rằng, đó là "một kết thúc thất bại và đáng xấu hổ của lễ kỷ niệm 100 năm thành lập Football League".
Bóng đá Anh đã đi xuống đáy vào năm 1985 khi các câu lạc bộ của nước này bị cấm tham gia các giải đấu châu Âu trong vòng năm năm, sau thảm họa Heysel. Cùng năm đó, vụ bạo loạn tại sân Kenilworth Road – cuộc ẩu đả giữa người hâm mộ Millwall và Luton Town – đã khiến Chính phủ của Thủ tướng Margaret Thatcher thành lập "nội các chiến tranh" nhằm chống lại nạn hooligan trong bóng đá. Những sự cố như vậy đã làm hoen ố danh tiếng của môn thể thao vua, nhưng lợi ích về thương mại lại ngày càng gia tăng. Vào tháng 8 năm 1988, ITV đã trả 44 triệu bảng Anh trong bốn mùa giải để phát sóng trực tiếp các trận đấu của First Division. Thỏa thuận này diễn ra khi British Satellite Broadcasting rút lại lời đề nghị hợp tác với BBC, do không hài lòng với cách các câu lạc bộ vận hành. Đến tháng 11 năm 1988, Chính phủ Anh đã đưa ra một "liệu pháp sốc" về vấn đề phát sóng, thúc đẩy sự phát triển của truyền hình vệ tinh đa kênh. Do đó, hợp đồng của ITV đóng vai trò là tiền đề để các hợp đồng phát sóng ngày càng nhiều hơn, đồng thời áp lực cũng gia tăng tăng để bảo đảm các đội bóng hàng đầu đi đúng hướng.
Trong phần lớn mùa giải 1988–89, Arsenal dẫn đầu bảng xếp hạng First Division; huấn luyện viên của đội bóng này, George Graham, đã xây dựng một lực lượng kết hợp nhóm cầu thủ trẻ và nhóm cầu thủ giàu kinh nghiệm, do Tony Adams, một cầu thủ xuất thân từ học viện, làm đội trưởng. Có một giai đoạn, Arsenal hơn nhà đương kim vô địch Liverpool 11 điểm, nhưng khoảng cách giữa hai đội đã bị thu hẹp sau một loạt kết quả không tốt. Liverpool, được dẫn dắt bởi cầu thủ kiêm huấn luyện viên Kenny Dalglish, đã tận dụng lợi thế sau một khởi đầu mùa giải chuệch choạc và nổi lên như đối thủ chính của Arsenal cho chức vô địch. Vào giai đoạn cuối mùa, các cổ động viên Liverpool phải chứng kiến thảm họa Hillsborough khi 97 người hâm mộ của họ thiệt mạng do cảnh "quá đông" trong trận đấu với Nottingham Forest vào ngày 15 tháng 4. Đây được coi là thảm họa tồi tệ nhất trong lịch sử thể thao Anh và dẫn đến một cuộc điều tra về vấn đề an toàn của các sân vận động tại nước này.
Do thảm kịch trên, trận đấu trên sân nhà của Liverpool với Arsenal vào ngày 23 tháng 4 đã bị hoãn lại; không có thời điểm phù hợp nào được sắp xếp cho đến sau khi kết thúc trận Chung kết Cúp FA năm đó. Cuối cùng, trận đấu được ấn định vào tối thứ Sáu ngày 26 tháng 5 – sáu ngày sau trận chung kết Cúp FA. Trong khi đó, First Division 1988–89 đã kết thúc đối với các câu lạc bộ còn lại vào một tuần trước đó.

## Trước trận đấu
Cuộc đua giành chức vô địch mùa giải 1988–89 có thể được xem là cuộc đua sát nút nhất trong lịch sử First Division. Trước trận đấu tại Anfield, Arsenal thua Derby County và hòa Wimbledon; trong khi Liverpool thắng hai trận, 2–0 trước Queens Park Rangers và 5–1 trước West Ham United, giúp họ vượt qua Arsenal khi chỉ còn một trận đấu nữa và đồng thời có hiệu số bàn thắng bại cao hơn. Vào một ngày trước trận đấu, Liverpool hơn Arsenal 3 điểm, bảng xếp hạng các chỉ số cụ thể như sau:
| STT | Đội       | ST | T  | H  | B | BT | BB | HS  | Điểm |
| --- | --------- | -- | -- | -- | - | -- | -- | --- | ---- |
| 1   | Liverpool | 37 | 22 | 10 | 5 | 65 | 26 | +39 | 76   |
| 2   | Arsenal   | 37 | 21 | 10 | 6 | 71 | 36 | +35 | 73   |

Giải thích về tiêu chí
Một chiến thắng cho Arsenal sẽ giúp hai đội bằng điểm: chiến thắng với cách biệt ba bàn trở lên sẽ giúp Arsenal giành chức vô địch nhờ hiệu số bàn thắng bại cao hơn; trong khi chiến thắng với cách biệt hai bàn, hai đội sẽ bằng nhau về cả điểm số và hiệu số bàn thắng bại, nhưng Arsenal sẽ giành chức vô địch nhờ ghi được nhiều bàn thắng hơn. Bất kỳ kết quả nào khác (tức là Liverpool chiến thắng, hòa hoặc Arsenal chỉ thắng với cách biệt 1 bàn) thì chức vô địch thuộc về Liverpool.
Liverpool chưa từng thua với cách biệt hai bàn trở lên tại Anfield trong vòng ba năm, trong khi Arsenal đã không thắng tại sân đấu này trong 15 năm, tính đến trước trận đấu này. Hơn nữa, Liverpool chưa từng bị đánh bại khi chơi với bộ đôi tiền đạo John Aldridge và Ian Rush. Do đó, đội chủ nhà được coi là ứng cử viên sáng giá nhất cho chức vô địch, khi ở mục thể thao của tờ Daily Mirror đã đăng bài với tiêu đề "Bạn không có lời cầu nguyện, Arsenal". Để xoa dịu sự căng thẳng, Graham đã cho các cầu thủ của mình nghỉ ngơi hai ngày sau trận hòa với Wimbledon. Tâm trạng trong buổi tập rất thoải mái và toàn đội đã đến Liverpool vào ngày diễn ra trận đấu, điều này khiến một số cầu thủ bất ngờ. Trong chuyến đi bằng xe buýt, Graham đã cho các cầu thủ của mình xem một đoạn video về đội hình thành công của Arsenal ở mùa giải 1970–71 để truyền cảm hứng và động viên các cầu thủ của mình.
Tại Vương quốc Anh, trận đấu được phát trực tiếp trên kênh The Match của ITV, kênh này đã phát sóng trực tiếp một trận mỗi vòng ở hầu hết các vòng đấu tại First Division giai đoạn 1988 đến 1992. Elton Welsby đã tham gia tường thuật và khách mời của ông là huấn luyện viên đội tuyển Anh Bobby Robson. Bình luận viên trận đấu là Brian Moore, cùng với cựu huấn luyện viên Tottenham Hotspur David Pleat. Trên sóng phát thanh, Peter Jones và Alan Green bình luận trên kênh BBC Radio 2.

## Diễn biến trận đấu

### Tổng thuật
Trận đấu diễn ra trong một buổi tối ấm áp của mùa xuân, tuy nhiên thời điểm bắt đầu trận đấu bị lùi lại, do nhiều người hâm mộ Arsenal bị kẹt xe. Các cầu thủ Arsenal đã tặng hoa cho người hâm mộ ở nhiều nơi khác nhau trên sân để tưởng nhớ những người đã thiệt mạng trong thảm họa Hillsborough. Liverpool ra sân với đội hình 4–4–2 truyền thống: hàng thủ bốn người, bốn tiền vệ và hai tiền đạo trung tâm. Arsenal thi đấu với đội hình 5–4–1 với David O'Leary trong vai trò hậu vệ quét vốn không phải sở trường. Mặc dù Arsenal ít khi chơi theo cách này, nhưng điều này đã tạo điều kiện cho các hậu vệ cánh Lee Dixon và Nigel Winterburn có nhiều không gian hơn để leo biên và hạn chế sự nguy hiểm từ các cầu thủ chạy cánh của Liverpool.
Arsenal đã bắt đầu trận đấu và đã làm hết sức có thể để hạn chế lối chơi kiểm soát bóng của Liverpool trong 45 phút đầu tiên, bằng các pha tắc bóng và phản công nhanh bằng bóng dài; khiến nhịp độ trận đấu bị gián đoạn và hai đội khắc chế lẫn nhau, không bên nào tạo được lợi thế trong hiệp một với rất ít cơ hội rõ ràng. Cơ hội được coi là đáng chú ý đầu tiên đến với Arsenal khi một đường chuyền từ Michael Thomas bên cánh phải được Steve Bould đón, nhưng Steve Nicol đã phá bóng qua xà ngang để chịu quả phạt góc. Liverpool đáp trả bằng một cú sút từ ngoài vòng cấm của Rush sau khi được Aldridge chuyền bóng. Tuy nhiên, ngay sau đó Rush buộc phải rời sân vì căng cơ háng và Peter Beardsley phải vào thay ở phút thứ 32. Tỷ số là 0–0 trong hiệp một.
Tám phút sau khi bắt đầu hiệp hai, Whelan bị phạt vì phạm lỗi ở rìa vòng cấm của Liverpool. Winterburn thực hiện quả đá phạt gián tiếp, từ đó Alan Smith ghi bàn bằng một cú đánh đầu. Các cầu thủ Liverpool phản đối, cho rằng Smith đã không tiếp xúc (và do đó bàn thắng đáng lẽ phải bị từ chối, vì đến một cách trực tiếp từ một quả đá phạt gián tiếp) hoặc O'Leary đã để bóng chạm tay. Sau khi tham khảo ý kiến trọng tài biên, trọng tài David Hutchinson đã công nhận bàn thắng. Sau trận đấu, ông nhớ lại không có cầu thủ Liverpool nào biết lý do tại sao họ phản đối, và hình ảnh được phát trên ti vi đã chỉ ra Smith tiếp xúc với trái bóng.
Với tỷ số 1–0, Arsenal đẩy mạnh dâng cao tấn công nhưng Liverpool vẫn bảo toàn lợi thế. Vào phút thứ 74, Thomas không bị ai kèm đã đón đường chuyền của Richardson gần chấm phạt đền, nhưng cú sút yếu và bị thủ môn Bruce Grobbelaar của Liverpool cản phá. Huấn luyện viên của Arsenal, George Graham, đã đưa Martin Hayes và Perry Groves vào sân, và chuyển khối đội hình sang sơ đồ 4–4–2 với thiên hướng tấn công. Điều này tạo không gian cho Liverpool có cơ hội phản công với hai mũi nhọn John Barnes và Aldridge. Aldridge và Ray Houghton đều có cơ hội gỡ hòa vào phút chót nhưng không tận dụng được; Houghton đã sút bóng ra ngoài từ rìa vòng cấm, trong khi Aldridge bị bắt lỗi việt vị khi nhận đường chuyền xuyên tuyến của Barnes và ghi bàn thắng không được công nhận sau khi tiếng còi đã vang lên. Khi thời gian thi đấu gần kết thúc, tỷ số vẫn là 1–0, một tỷ số đủ để Liverpool sẽ giành chức vô địch.
Khi thời gian trôi qua hơn 90 phút, chấn thương của Kevin Richardson đã làm gián đoạn trận đấu. Các máy quay truyền hình đã chiếu cảnh tiền vệ Steve McMahon của Liverpool nói với các đồng đội của mình rằng chỉ còn một phút nữa. Chấn thương đồng nghĩa sẽ có 2 phút và 39 giây bị kéo dài. Liverpool đã áp dụng các chiến thuật câu giờ, bao gồm cả một đường chuyền ngược không cần thiết từ McMahon đến Grobbelaar. Vào phút bù giờ thứ hai, Arsenal đã tung ra đòn tấn công cuối cùng. Một pha di chuyển của Barnes đã bị Richardson chặn lại, và cầu thủ này chuyền bóng trở lại cho thủ môn John Lukic. Lukic luân chuyển trái bóng cho Lee Dixon, Dixon sau đó tung đường chuyền dài cho Alan Smith và cầu thủ này đã tìm thấy Michael Thomas đang băng lên qua hàng tiền vệ. Thomas đã tránh được một pha truy cản của Nicol và tăng tốc vào vòng cấm, đưa bóng vượt qua Grobbelaar đang lao lên để ghi bàn thắng thứ hai cho Arsenal.
Thomas ghi bàn khi trận đấu chỉ còn 1 phút 18 giây nữa là kết thúc, bao gồm cả thời gian mà trọng tài cộng thêm do việc ăn mừng bàn thắng. Thực tế, đã có 38 giây trôi qua sau khi trái bóng được đưa trở lại cuộc chơi. Liverpool đã dồn lên, tổ chức đợt tấn công cuối cùng nhưng Thomas đã chặn được bóng và chuyền bóng trở lại cho Lukic. Tiếng còi kết thúc trận đấu vang lên, với chiến thắng 2–0 đồng nghĩa Arsenal trở thành nhà vô địch, khi hai đội bằng nhau cả về điểm số và hiệu số bàn thắng bại, nhưng Arsenal đã ghi được nhiều hơn Liverpool tám bàn trong cả mùa giải.  Arsenal sau trận đấu cũng đã được trao cúp vô địch.

### Kết quả
| Liverpool | 0–2 | Arsenal                  |
| --------- | --- | ------------------------ |
|           |     | Smith 52' · Thomas 90+1' |

| Liverpool | Arsenal |

| TM             | 1  | Bruce Grobbelaar     |     |
| HV             | 2  | Gary Ablett          |     |
| HV             | 4  | Steve Nicol          |     |
| HV             | 6  | Alan Hansen          |     |
| HV             | 3  | Steve Staunton       |     |
| TV             | 7  | Ray Houghton         |     |
| TV             | 5  | Ronnie Whelan (đ.t.) |     |
| TV             | 11 | Steve McMahon        |     |
| TV             | 10 | John Barnes          |     |
| TĐ             | 8  | John Aldridge        |     |
| TĐ             | 9  | Ian Rush             | 32' |
| Dự bị:         |    |                      |     |
| HV             | 12 | Barry Venison        |     |
| TĐ             | 14 | Peter Beardsley      | 32' |
| HLV trưởng:    |    |                      |     |
| Kenny Dalglish |    |                      |     |

| TM            | 1  | John Lukic        |          |
| HV            | 5  | David O'Leary     |          |
| HV            | 2  | Lee Dixon         |          |
| HV            | 6  | Tony Adams (đ.t.) |          |
| HV            | 10 | Steve Bould       | 76'      |
| HV            | 3  | Nigel Winterburn  |          |
| TV            | 4  | Michael Thomas    |          |
| TV            | 7  | David Rocastle    | Thẻ vàng |
| TV            | 8  | Kevin Richardson  | Thẻ vàng |
| TV            | 11 | Paul Merson       | 73'      |
| TĐ            | 9  | Alan Smith        |          |
| Dự bị:        |    |                   |          |
| TV            | 12 | Perry Groves      | 76'      |
| TV            | 14 | Martin Hayes      | 73'      |
| HLV trưởng:   |    |                   |          |
| George Graham |    |                   |          |

| Trợ lý trọng tài: Geoff Banwell (England) P. Cullen (England) | Quy định - 90 phút, không hiệp phụ, luân lưu. - Đội thắng 3 điểm, thua 0 điểm, mỗi đội hòa 1 điểm. - Hai cầu thủ dự bị. - Nhiều nhất hai quyền thay người. |

Nguồn:

## Sau trận đấu
Ngay sau khi nhận cúp, Tony Adams được phóng viên Jim Rosenthal gọi đến trò chuyện, giải thích lý do anh vắng mặt trong bức ảnh ăn mừng của đội đã được gửi tới báo chí. Huấn luyện viên Graham tự hào về màn trình diễn của đội nhà và khen Adams, người vốn trước đó phải chịu nhiều chỉ trích.  Khi được hỏi về kết quả, ông nói, "Không ai ngoài Highbury mong đợi chúng tôi làm được điều đó, nhưng khi bạn mất niềm tin, bạn cũng đừng nên đến với bóng đá". Phía đội chủ nhà, Dalglish đã bày tỏ sự biết ơn đối với các cầu thủ của mình và từ chối đổ lỗi cho việc sắp xếp lại lịch thi đấu khiến họ thua Arsenal, đồng thời than thở rằng "Thật không may".
Stuart Jones đã viết trên tờ The Times rằng, bàn thắng muộn của Thomas "...xứng đáng với khoảnh khắc này, nó thách thức mọi niềm tin, logic và kỳ vọng. Màn trình diễn của Arsenal nói chung cũng vậy". David Lacey của tờ The Guardian cho rằng Arsenal là những người chiến thắng xứng đáng, gọi trận đấu là "một đêm tuyệt vời cho bóng đá Anh" sau khi thảm họa Hillsborough đã làm lu mờ môn thể thao này.

## Trong văn hóa đại chúng
Những khoảnh khắc trong đêm 26 tháng 5 năm 1989 đã tạo nên điểm tựa cho bộ phim Fever Pitch năm 1997, chuyển thể từ cuốn sách bán chạy nhất cùng tên của Nick Hornby. Hornby không đồng ý với quan điểm rằng cuốn sách của ông làm "sang trọng hóa" bóng đá, mà nhận định "chủ sở hữu của một đế chế truyền thông quốc tế" có những ảnh hưởng lớn hơn.
Khẩu hiệu của Moore khi bàn thắng ấn định tỷ số đến với Arsenal ("Thomas, it's up for grabs now!" – Thomas, giờ thì thắng rồi!) đã trở nên thông dụng với bóng đá Anh và được coi là một trong những câu nói đáng nhớ nhất trong môn thể thao vua. Năm 2002, câu nói được The Observer bình chọn là một trong mười bình luận hay nhất mọi thời đại, và cụm từ "It's Up For Grabs Now" được sử dụng làm tiêu đề cho đĩa DVD kỷ niệm trận đấu của Arsenal. It's Up For Grabs Now cũng là tiêu đề của một podcast do diễn viên hài và cũng là người hâm mộ Arsenal Alan Davies làm người dẫn chuyện.

## Di sản
Cầu thủ ghi nhiều bàn thắng nhất cho Arsenal, Thierry Henry nói về trận đấu năm 1989
Trận đấu được xem như một trong những "trận cầu quan trọng" của bóng đá Anh. Tác giả Jason Cowley cho biết thay vì nổi loạn, người hâm mộ Liverpool vẫn ở lại sau trận đấu và vỗ tay cho Arsenal "như thể họ hiểu rằng chúng ta đang ở một khởi đầu mới; quá khứ sẽ không quay lại". Cowley cũng chỉ ra rằng "cú di chuyển tốc độ và táo bạo, khiến The Kop phải nín thở cũng như làm Kenny Dalglish há hốc mồm không tin vào mắt mình khi nhìn vào băng ghế dự bị của Liverpool, là hiện thân cho những tia sáng của bóng đá Anh khi tiến gần thập niên 1990" và mô tả trận đấu như "đêm bóng đá được tái sinh" và trận đấu này "chữa lành cho danh tiếng của bộ môn bóng đá".
Dominic Fifield cho rằng chiến thắng của Arsenal "đã làm tan vỡ một huyền thoại về đội Liverpool bất khả chiến bại", trong khi Si Hughes trên tờ The Daily Telegraph viết rằng "...đã báo hiệu sự suy tàn của một trong những đế chế vĩ đại nhất thế giới bóng đá". Mặc dù Liverpool đã giành lại chức vô địch một năm sau đó, nhưng sự thống trị của đội bóng này đã suy yếu. Vào tháng 2 năm 1991, Dalglish từ chức huấn luyện viên trưởng của Liverpool sau trận đá lại Cúp FA với đối thủ cùng thành phố Everton, với nguyên nhân do "căng thẳng". Người kế nhiệm ông, Graeme Souness, đã phải vật lộn để duy trì thành công của câu lạc bộ với cấu trúc có phần lỗi thời và đội hình già nua, mặc dù đã đầu tư vào cầu thủ trẻ. Liverpool trong suốt những năm 1990 và 2000 đã suy yếu trong địa vị thế lực tại giải đấu cao nhất, và phải mất 30 năm, vào năm 2020, Liverpool mới được giành chức vô địch quốc gia.
Arsenal không thể dự Cúp châu Âu vì các câu lạc bộ Anh vẫn chịu lệnh cấm tham dự các giải đấu ở châu lục này. Đội bóng của Graham tiếp tục đạt được nhiều thành công hơn nữa vào đầu những năm 1990, giành chức vô địch quốc gia một lần nữa vào năm 1990–91, hai năm sau là cú đúp cúp quốc nội năm 1993 và cuối cùng là UEFA Cup Winners' Cup năm 1994. Mặc dù từng khiến Liverpool không giành được danh hiệu năm 1989, Thomas vẫn gia nhập và thi đấu cho đội bóng này từ năm 1991 đến năm 1998, ghi bàn mở tỷ số trong chiến thắng 2–0 trước Sunderland tại trận Chung kết Cúp FA năm 1992.
Trận đấu quyết định danh hiệu tại Anfield không chỉ được coi là điểm khởi đầu cho một cuộc phục hưng của bóng đá Anh mà còn là khoảnh khắc mà các doanh nhân bắt đầu nhìn thấy tiềm năng thương mại chưa được khai thác của bộ môn bóng đá khi được chiếu trực tiếp trên truyền hình. Vào đầu những năm 1990, các cuộc thảo luận đã diễn ra giữa các đơn vị truyền hình và chủ tịch các đội bóng về việc thành lập một giải đấu tách biệt. Với sự hậu thuẫn của Hiệp hội bóng đá Anh (FA), tất cả các câu lạc bộ thuộc First Division đã rút khỏi hệ thống Football League để thành lập Giải bóng đá Ngoại hạng Anh. Giải đấu mới được thành lập để đảm bảo các câu lạc bộ có thể tận dụng tiền bản quyền truyền hình và chia sẻ thu nhập của mình với nhau thay vì chia cho các giải đấu thấp hơn. Sau một quá trình đấu thầu kéo dài, công ty vệ tinh BSkyB đã độc quyền giải đấu với giá 191 triệu bảng Anh trong năm năm để phát sóng 60 trận mỗi mùa. Kết quả cho thấy mức gia tăng lên đến 1.800% so với thỏa thuận năm 1983. Ngoài việc phát sóng, các câu lạc bộ còn tăng doanh thu thông qua việc tăng giá vé; đối với một số câu lạc bộ như Arsenal, điều này còn tạo điều kiện cho việc loại bỏ dần khán đài đứng để đảm bảo các sân vận động tuân thủ quy định Taylor Report.
Năm 1999, trận đấu được xếp hạng 60 trong top 100 khoảnh khắc truyền hình vĩ đại nhất của Channel 4. Năm 2002, trận đấu được xếp hạng 15 trong top 100 khoảnh khắc thể thao vĩ đại nhất của kênh này, và năm 2007, bàn thắng của Thomas được bình chọn là khoảnh khắc vĩ đại thứ hai trong lịch sử Arsenal, chỉ đứng sau "Đội hình bất bại" 2003–04. Để kỷ niệm 20 năm chiến thắng, bộ trang phục sân khách của Arsenal cho mùa giải 2008–09 được thiết kế theo cùng kiểu dáng với mùa giải 1988–89.
Màn lội ngược dòng của Manchester City và giành chiến thắng trước Queens Park Rangers với tỷ số 3–2 vào ngày 13 tháng 5 năm 2012 tại Sân vận động Etihad vào ngày cuối cùng của mùa giải Ngoại hạng Anh 2011–12 đã được so sánh với kết thúc của trận đấu giữa Liverpool và Arsenal năm 1989. Ở trận đấu này, Manchester City cần phải giành chiến thắng sau khi Manchester United đánh bại Sunderland trước đó ít phút, để giành chức vô địch giải đấu lần đầu tiên kể từ mùa giải 1967–68. Man City đã ghi hai bàn trong thời gian bù giờ để lội ngược dòng sau khi Queens Park Rangers dẫn với tỷ số 2–1, và Sergio Agüero ghi bàn thắng quyết định chỉ 100 giây trước tiếng còi kết thúc trận đấu.